# Колетино
Колетино — опустевшая деревня в Кадомском районе Рязанской области. Входит в Енкаевское сельское поселение.

## География
Находится в восточной части Рязанской области на расстоянии приблизительно 8 км на северо-запад по прямой от районного центра поселка Кадом.

## История
Известна с 1625 года. В 1767 году учтено 3 двора. В 1862 году здесь (тогда деревня Темниковского уезда Тамбовской губернии) было учтено 17 дворов. В 1882 году учтено 33 двора. В советское время работали колхозы «Красный боец» и «Заря».

## Население
Численность населения: 183 человека (1862), 258 (1882), 425 (1914), 16 в 2002 году (русские 100 %), 0 в 2010.